# Championnat de France féminin de rugby à XV de 1re division fédérale 2023-2024
Navigation
Fédérale 1 féminine 2022-2023 Fédérale 1 féminine 2024-2025
Le championnat de France féminin de rugby à XV de 1re division fédérale 2023-2024 voit s'affronter 32 équipes réparties dans 4 poules de 8 avant une phase finale.

## Équipes participantes
Les équipes disputant ce championnat se dénombrent comme suit :
- 1 équipe reléguée du championnat de France d'Élite 1 : le Rugby Club Chilly-Mazarin (forfait général) ;
- 2 équipes reléguées du championnat de France d'Élite 2 : le Rugby féminin Dijon Bourgogne et le Racing Club narbonnais ;
- 24 équipes issues du championnat de France de Fédérale 1 de la saison précédente ;
- 5 équipes promues du championnat de France de Fédérale 2.

## Phase qualificative
La phase qualification de décompose en 4 poules de 8 équipes établies selon un critère d’optimisation géographique.
Les équipes se rencontrent en matchs aller et retour sur 14 journées programmées d'octobre 2023 à avril 2024.
Les équipes classées aux quatre premières places de chaque poule seront qualifiées pour la phase finale de championnat de France qui débute en huitième de finale.
Les équipes classées à la dernière place de chaque poule sont reléguées en Fédérale 2 féminine pour la saison 2024-2025.

### Poule 1
| \| Caen Évreux Morbihan Corse \| Localisation des clubs engagés dans la poule (hors Île-de-France). |
| Caen Évreux Morbihan Corse                                                                          |

| \| Nanterre Courbevoie SCUF-PORC Chilly-Mazarin \| Localisation des clubs franciliens engagés dans la poule. |
| Nanterre Courbevoie SCUF-PORC Chilly-Mazarin                                                                 |

| Villes                                                                    | Équipes                           | Saison précédente |
| ------------------------------------------------------------------------- | --------------------------------- | ----------------- |
| Caen                                                                      | Ovalie caennaise                  | Fédérale 2        |
| Évreux                                                                    | Évreux AC                         | Poule 1, 6e       |
| Lorient, Lanester, Grand-Champ, Auray, Vannes, Elven                      | Breizh'barians Morbihan           | Poule 1, 5e       |
| Nanterre                                                                  | Racing 92 Féminines               | Poule 1, 3e       |
| Courbevoie                                                                | RC Courbevoie                     | Poule 1, 4e       |
| Paris                                                                     | Ras. SCUF-PORC Les Gorettes       | Poule 1, 7e       |
| Chilly-Mazarin                                                            | RC Chilly-Mazarin                 | Élite 1           |
| Saint-Florent, Bastia, Lumio, Lucciana, Ajaccio, Ventiseri, Porto-Vecchio | Squadra Corsa Femina Les Ponettes | Poule 3, 2e       |

L'Ovalie caennaise déclare forfait pour le match contre le RC Chilly-Mazarin comptant pour la 3e journée.
Les Breizh'barians Morbihan déclarent forfait pour le match contre la Squadra Corsa Femina Les Ponettes comptant pour la 8e journée.
| Rang | Équipe                            | J  | V  | N | D  | Bo | Bd | Pm  | Pe  | Diff | Pts |
| ---- | --------------------------------- | -- | -- | - | -- | -- | -- | --- | --- | ---- | --- |
| 1    | RC Chilly-Mazarin R               | 14 | 12 | 0 | 2  | 11 | 2  | 455 | 125 | +330 | 61  |
| 2    | Squadra Corsa Femina Les Ponettes | 14 | 12 | 0 | 2  | 6  | 0  | 332 | 152 | +180 | 54  |
| 3    | Racing 92 Féminines               | 14 | 11 | 0 | 3  | 8  | 1  | 410 | 212 | +198 | 53  |
| 4    | Rugby Club de Courbevoie          | 14 | 8  | 0 | 6  | 4  | 4  | 335 | 252 | +83  | 40  |
| 5    | Evreux AC Rugby                   | 14 | 5  | 1 | 8  | 2  | 0  | 211 | 329 | -118 | 24  |
| 6    | Breizh'barians Morbihan           | 14 | 4  | 0 | 10 | 3  | 1  | 242 | 390 | -148 | 18  |
| 7    | Ovalie caennaise P                | 14 | 3  | 1 | 10 | 2  | 1  | 222 | 397 | -175 | 15  |
| 8    | SCUF                              | 14 | 0  | 0 | 14 | 0  | 0  | 0   | 350 | -350 | -28 |

|  | Qualifiée pour les quarts de finale             |
|  | Reléguée en Fédérale 2 pour la saison 2024-2025 |
|  | Forfait général                                 |
|  | R : reléguée en 2023 • P : promue en 2023       |

### Poule 2
| \| Nancy Seichamps Illkirch-Graffenstaden Dijon Besançon Nevers Bourg-en-Bresse Bron Bourgoin-Jallieu \| Localisation des clubs engagés dans la poule. |
| Nancy Seichamps Illkirch-Graffenstaden Dijon Besançon Nevers Bourg-en-Bresse Bron Bourgoin-Jallieu                                                     |

| Villes                          | Équipes                       | Saison précédente           |
| ------------------------------- | ----------------------------- | --------------------------- |
| Nancy, Seichamps                | Nancy Seichamps Rugby         | Poule 2, 2e ; 1/4 de finale |
| Illkirch-Graffenstaden          | CR Illkirch Graffenstaden     | Poule 2, 7e                 |
| Dijon, Longvic                  | Rugby féminin Dijon Bourgogne | Élite 2, 10e                |
| Besançon, Dole, Vesoul, Auxonne | Olympique de Besançon         | Poule 2, 1re ; 1/2 finale   |
| Nevers                          | USON Nevers Rugby             | Fédérale 2, 1/2 finale      |
| Bourg-en-Bresse                 | Violettes bressanes           | Poule 2, 5e                 |
| Bron, Genas, Pusignan           | Entente Bron-REEL XV          | Poule 2, 4e                 |
| Bourgoin-Jallieu                | CS Bourgoin-Jallieu           | Fédérale 2, vainqueur       |

Le CS Bourgoin-Jallieu déclare forfait lors du match contre le Nancy Seichamps Rugby comptant pour la 7e journée. 
| Rang | Équipe                          | J  | V  | N | D  | Bo | Bd | Pm  | Pe  | Diff | Pts |
| ---- | ------------------------------- | -- | -- | - | -- | -- | -- | --- | --- | ---- | --- |
| 1    | Nancy Seichamps Rugby           | 14 | 14 | 0 | 0  | 7  | 0  | 425 | 90  | +335 | 63  |
| 2    | Rugby féminin Dijon Bourgogne R | 14 | 10 | 0 | 4  | 7  | 3  | 423 | 146 | +277 | 50  |
| 3    | USON Nevers Rugby P             | 14 | 11 | 0 | 3  | 5  | 0  | 315 | 179 | +136 | 49  |
| 4    | Olympique de Besançon           | 14 | 9  | 0 | 5  | 5  | 3  | 333 | 172 | +161 | 44  |
| 5    | Bron-REEL XV                    | 14 | 5  | 0 | 9  | 2  | 1  | 193 | 224 | -31  | 23  |
| 6    | CS Bourgoin-Jallieu P           | 14 | 3  | 0 | 11 | 2  | 4  | 219 | 340 | -121 | 16  |
| 7    | Illkirch-Graffenstaden          | 14 | 3  | 0 | 11 | 1  | 2  | 111 | 409 | -298 | 15  |
| 8    | Violettes bressanes             | 14 | 1  | 0 | 13 | 0  | 1  | 101 | 560 | -459 | 3   |

|  | Qualifiée pour les quarts de finale             |
|  | Reléguée en Fédérale 2 pour la saison 2024-2025 |
|  | R : reléguée en 2023 • P : promue en 2023       |

### Poule 3
| \| Chambéry Grenoble Grane Millau Gaillac Nice Béziers Narbonne \| Localisation des clubs engagés dans la poule. |
| Chambéry Grenoble Grane Millau Gaillac Nice Béziers Narbonne                                                     |

| Villes                       | Équipes                      | Saison précédente            |
| ---------------------------- | ---------------------------- | ---------------------------- |
| Chambéry, Ugine, Albertville | Ras. SOC-SOUA (Chambéry)     | Poule 2, 6e                  |
| Grenoble                     | Grenoble Université Club     | Poule 2, 3e                  |
| Grane                        | AS Grane                     | Poule 3, 3e ; 1/4 de finale  |
| Millau                       | SO Millau                    | Poule 3, 1re ; 1/4 de finale |
| Gaillac                      | Union athlétique gaillacoise | Poule 3, 4e                  |
| Nice                         | Stade niçois                 | Fédérale 2, 1/4 de finale    |
| Béziers                      | AS Béziers                   | Poule 3, 1re ; 1/4 de finale |
| Narbonne                     | RC Narbonne                  | Élite 2, 11e                 |

L'UA Gaillac déclare forfait lors du match contre le Pays de Savoie comptant pour la 12e journée.
L'AS Béziers déclare forfait lors du match contre le Grenoble Université Club comptant pour la 12e journée.
| Rang | Équipe                   | J  | V  | N | D  | Bo | Bd | Pm  | Pe  | Diff | Pts |
| ---- | ------------------------ | -- | -- | - | -- | -- | -- | --- | --- | ---- | --- |
| 1    | RC Narbonne R            | 14 | 12 | 0 | 2  | 5  | 1  | 276 | 154 | +122 | 54  |
| 2    | SO Millau                | 14 | 10 | 0 | 4  | 6  | 3  | 345 | 149 | +196 | 49  |
| 3    | Stade niçois P           | 14 | 10 | 0 | 4  | 5  | 2  | 352 | 180 | +172 | 47  |
| 4    | Grenoble Université Club | 14 | 7  | 0 | 7  | 6  | 3  | 277 | 208 | +69  | 37  |
| 5    | AS Grâne-Les Phenix      | 14 | 6  | 0 | 8  | 2  | 2  | 189 | 276 | -87  | 28  |
| 6    | Pays de Savoie           | 14 | 5  | 0 | 9  | 3  | 2  | 207 | 310 | -103 | 25  |
| 7    | UA Gaillac               | 14 | 3  | 1 | 10 | 2  | 3  | 225 | 327 | -102 | 17  |
| 8    | AS Béziers               | 14 | 2  | 1 | 11 | 0  | 0  | 134 | 401 | -267 | 8   |

|  | Qualifiée pour les quarts de finale             |
|  | Reléguée en Fédérale 2 pour la saison 2024-2025 |
|  | R : reléguée en 2023 • P : promue en 2023       |

### Poule 4
| \| Libourne Bruges Blanquefort Colomiers Léguevin Toulouse Bayonne Castelnau-Magnoac Carbonne Tarbes \| Localisation des clubs engagés dans la poule. |
| Libourne Bruges Blanquefort Colomiers Léguevin Toulouse Bayonne Castelnau-Magnoac Carbonne Tarbes                                                     |

| Villes                            | Équipes                             | Saison précédente        |
| --------------------------------- | ----------------------------------- | ------------------------ |
| Libourne                          | Rugby Club libournais               | Fédérale 2, finaliste    |
| Bruges, Blanquefort               | Entente sportive Bruges Blanquefort | Poule 4, 7e              |
| Colomiers, Léguevin               | Ras. Colomiers Léguevin             | Poule 4, 6e              |
| Toulouse                          | Toulouse Cheminots Marengo Sports   | Poule 3, 5e              |
| Bayonne                           | AS Bayonne                          | Poule 4, 5e              |
| Castelnau-Magnoac                 | Magnoac FC                          | Poule 4, 3e              |
| Carbonne (Pays du Sud Toulousain) | Pays Sud toulousain Femina rugby    | Poule 4, 4e              |
| Tarbes, Ibos                      | Ras. Tarbes Ibos                    | Poule 4, 1re ; finaliste |

| Rang | Équipe                           | J  | V  | N | D  | Bo | Bd | Pm  | Pe  | Diff | Pts |
| ---- | -------------------------------- | -- | -- | - | -- | -- | -- | --- | --- | ---- | --- |
| 1    | Ras. Stado Tarbes Ibos           | 14 | 13 | 0 | 1  | 8  | 0  | 426 | 95  | +331 | 60  |
| 1    | AS Bayonne                       | 14 | 12 | 0 | 2  | 10 | 2  | 625 | 170 | +455 | 60  |
| 3    | Ras. Colomiers Léguevin          | 14 | 11 | 0 | 3  | 10 | 1  | 495 | 190 | +305 | 55  |
| 4    | ES Bruges Blanquefort            | 14 | 6  | 0 | 8  | 3  | 2  | 231 | 312 | -81  | 29  |
| 5    | RC Libourne P                    | 14 | 6  | 0 | 8  | 1  | 1  | 274 | 423 | -149 | 26  |
| 6    | Magnoac FC                       | 14 | 5  | 0 | 9  | 1  | 3  | 194 | 353 | -159 | 24  |
| 7    | Toulouse Cheminots Marengo-Balma | 14 | 2  | 0 | 12 | 0  | 2  | 126 | 444 | -318 | 10  |
| 8    | Pays Sud toulousain Femina rugby | 14 | 1  | 0 | 13 | 1  | 2  | 108 | 492 | -384 | 7   |

|  | Qualifiée pour les quarts de finale             |
|  | Reléguée en Fédérale 2 pour la saison 2024-2025 |
|  | R : reléguée en 2023 • P : promue en 2023       |

## Phase finale
Les huitièmes de finale se dérouleront en match sec sur le terrain du mieux classé selon le principe suivant : 1 contre 4, 2 contre 3, avec une optimisation géographique, tout en évitant les rencontres intra-poules.
Les quarts de finale, demi-finales, et la finale se dérouleront en match sec sur terrain neutre.
Les équipes dont l’équipe fanion évolue en Elite 2 féminine, ne pourront pas participer à la phase finale.
La finale se joue sur terrain neutre, au stade Pierre-Rajon de Bourgoin-Jallieu, dans le cadre de la journée des finales féminines. L'équipe championne de Fédérale 1 féminine accède à l'Élite 2 féminine.
| \| Nanterre Courbevoie Chilly-Mazarin Nancy Dijon Besançon Nevers Bruges Blanquefort Colomiers Bayonne Tarbes Grenoble Millau Nice Narbonne Corse \| Localisation des équipes disputant la phase finale. |
| Nanterre Courbevoie Chilly-Mazarin Nancy Dijon Besançon Nevers Bruges Blanquefort Colomiers Bayonne Tarbes Grenoble Millau Nice Narbonne Corse                                                           |

|  | Huitièmes de finale 12 mai 2024 | Huitièmes de finale 12 mai 2024 |                       |    | Quarts de finale 19 mai 2024 | Quarts de finale 19 mai 2024 |  |  | Demi-finales 2 juin 2024 | Demi-finales 2 juin 2024 |  |  | Finale 8 juin 2024 | Finale 8 juin 2024 |
|  | Huitièmes de finale 12 mai 2024 | Huitièmes de finale 12 mai 2024 |                       |    | Quarts de finale 19 mai 2024 | Quarts de finale 19 mai 2024 |  |  | Demi-finales 2 juin 2024 | Demi-finales 2 juin 2024 |  |  | Finale 8 juin 2024 | Finale 8 juin 2024 |
|  |                                 |                                 |                       |    |                              |                              |  |  |                          |                          |  |  |                    |                    |
|  |                                 |                                 |                       |    |                              |                              |  |  |                          |                          |  |  |                    |                    |
|  |                                 |                                 |                       |    |                              |                              |  |  |                          |                          |  |  |                    |                    |
|  | RC Chilly-Mazarin               | 35                              |                       |    |                              |                              |  |  |                          |                          |  |  |                    |                    |
|  | RC Chilly-Mazarin               | 35                              |                       |    |                              |                              |  |  |                          |                          |  |  |                    |                    |
|  | Besançon                        | 7                               |                       |    |                              |                              |  |  |                          |                          |  |  |                    |                    |
|  | Besançon                        | 7                               | RC Chilly-Mazarin     | 14 |                              |                              |  |  |                          |                          |  |  |                    |                    |
|  |                                 |                                 | RC Chilly-Mazarin     | 14 |                              |                              |  |  |                          |                          |  |  |                    |                    |
|  |                                 | RF Dijon Bourgogne              | 6                     |    |                              |                              |  |  |                          |                          |  |  |                    |                    |
|  | RF Dijon Bourgogne              | RF Dijon Bourgogne              | 6                     | 18 |                              |                              |  |  |                          |                          |  |  |                    |                    |
|  | RF Dijon Bourgogne              |                                 |                       | 18 |                              |                              |  |  |                          |                          |  |  |                    |                    |
|  | Racing 92                       | 12                              |                       |    |                              |                              |  |  |                          |                          |  |  |                    |                    |
|  | Racing 92                       | 12                              | RC Chilly-Mazarin     | 19 |                              |                              |  |  |                          |                          |  |  |                    |                    |
|  |                                 |                                 | RC Chilly-Mazarin     | 19 |                              |                              |  |  |                          |                          |  |  |                    |                    |
|  |                                 | Stade niçois                    | 15                    |    |                              |                              |  |  |                          |                          |  |  |                    |                    |
|  | Nancy Seichamps                 | Stade niçois                    | 15                    | 10 |                              |                              |  |  |                          |                          |  |  |                    |                    |
|  | Nancy Seichamps                 |                                 |                       | 10 |                              |                              |  |  |                          |                          |  |  |                    |                    |
|  | RC Courbevoie                   | 16                              |                       |    |                              |                              |  |  |                          |                          |  |  |                    |                    |
|  | RC Courbevoie                   | 16                              | RC Courbevoie         | 8  |                              |                              |  |  |                          |                          |  |  |                    |                    |
|  |                                 |                                 | RC Courbevoie         | 8  |                              |                              |  |  |                          |                          |  |  |                    |                    |
|  |                                 | Stade niçois                    | 12                    |    |                              |                              |  |  |                          |                          |  |  |                    |                    |
|  | Squadra Corsa                   | Stade niçois                    | 12                    | 23 |                              |                              |  |  |                          |                          |  |  |                    |                    |
|  | Squadra Corsa                   |                                 |                       | 23 |                              |                              |  |  |                          |                          |  |  |                    |                    |
|  | Stade niçois                    | 28                              |                       |    |                              |                              |  |  |                          |                          |  |  |                    |                    |
|  | Stade niçois                    | 28                              | RC Chilly-Mazarin     | 20 |                              |                              |  |  |                          |                          |  |  |                    |                    |
|  |                                 |                                 | RC Chilly-Mazarin     | 20 |                              |                              |  |  |                          |                          |  |  |                    |                    |
|  |                                 | AS Bayonne                      | 23                    |    |                              |                              |  |  |                          |                          |  |  |                    |                    |
|  | AS Bayonne                      | AS Bayonne                      | 23                    | 44 |                              |                              |  |  |                          |                          |  |  |                    |                    |
|  | AS Bayonne                      |                                 |                       | 44 |                              |                              |  |  |                          |                          |  |  |                    |                    |
|  | Grenoble UC                     | 12                              |                       |    |                              |                              |  |  |                          |                          |  |  |                    |                    |
|  | Grenoble UC                     | 12                              | AS Bayonne            | 20 |                              |                              |  |  |                          |                          |  |  |                    |                    |
|  |                                 |                                 | AS Bayonne            | 20 |                              |                              |  |  |                          |                          |  |  |                    |                    |
|  |                                 | Colomiers Léguevin              | 15                    |    |                              |                              |  |  |                          |                          |  |  |                    |                    |
|  | SO Millau                       | Colomiers Léguevin              | 15                    | 7  |                              |                              |  |  |                          |                          |  |  |                    |                    |
|  | SO Millau                       |                                 |                       | 7  |                              |                              |  |  |                          |                          |  |  |                    |                    |
|  | Colomiers Léguevin              | 61                              |                       |    |                              |                              |  |  |                          |                          |  |  |                    |                    |
|  | Colomiers Léguevin              | 61                              | AS Bayonne            | 20 |                              |                              |  |  |                          |                          |  |  |                    |                    |
|  |                                 |                                 | AS Bayonne            | 20 |                              |                              |  |  |                          |                          |  |  |                    |                    |
|  |                                 | Tarbes Ibos                     | 13                    |    |                              |                              |  |  |                          |                          |  |  |                    |                    |
|  | RC Narbonne                     | Tarbes Ibos                     | 13                    | 10 |                              |                              |  |  |                          |                          |  |  |                    |                    |
|  | RC Narbonne                     |                                 |                       | 10 |                              |                              |  |  |                          |                          |  |  |                    |                    |
|  | ES Bruges Blanquefort           | 21                              |                       |    |                              |                              |  |  |                          |                          |  |  |                    |                    |
|  | ES Bruges Blanquefort           | 21                              | ES Bruges Blanquefort | 5  |                              |                              |  |  |                          |                          |  |  |                    |                    |
|  |                                 |                                 | ES Bruges Blanquefort | 5  |                              |                              |  |  |                          |                          |  |  |                    |                    |
|  |                                 | Tarbes Ibos                     | 29                    |    |                              |                              |  |  |                          |                          |  |  |                    |                    |
|  | Tarbes Ibos                     | Tarbes Ibos                     | 29                    | 30 |                              |                              |  |  |                          |                          |  |  |                    |                    |
|  | Tarbes Ibos                     |                                 |                       | 30 |                              |                              |  |  |                          |                          |  |  |                    |                    |
|  | USON Nevers                     | 13                              |                       |    |                              |                              |  |  |                          |                          |  |  |                    |                    |
|  | USON Nevers                     | 13                              |                       |    |                              |                              |  |  |                          |                          |  |  |                    |                    |